# Powhatans
Pour les articles homonymes, voir Powhatan.
Les Powhatans sont une ancienne confédération de tribus algonquiennes d’Amérique du Nord ayant vécu dans l’Est de l'actuelle Virginie.

## Historique
La confédération fait partie des premières tribus aborigènes à avoir des rapports continus avec des Européens en Amérique septentrionale, c'est là que fut installée en 1607 la première colonie permanente d’Angleterre : Jamestown. À cette époque, entre 14 000 et 21 000 autochtones vivaient dans cette région.
Entre la fin du XVIe et le début du XVIIe siècle un mamanatowick (chef suprême), nommé Wahunsenacawh, rassemble une trentaine de tribus vivant dans l'est de la Virginie, dans un territoire appelé Tsenacommacah. Chacune possède son propre weroance (chef), mais doit payer un tribut à Wahunsenacawh. Ce dernier est nommé par les Anglais « Chef Powhatan ».
Une première guerre oppose les colons et la confédération powhatan entre 1610 et 1614. La paix est scellée en mars 1614 avec le mariage entre Pocahontas, la fille de Wahunsenacawh, et le colon John Rolfe.
Après la mort de Wahunsenacawh en 1618, l'hostilité envers les colons s'intensifie sous le commandement de son successeur, Opchanacanough. Ses tentatives de faire partir les Anglais se soldent par des échecs. Il mène une attaque en mars 1622, tuant 347 colons. Les Anglais, en représailles, s'attaquent aux récoltes et brûlent des villages. Malgré les tentatives de pourparler et de cessez-le-feu, les hostilités s'enchaînent jusqu'en 1632. Les douze années suivantes marquent une pause dans le conflit.

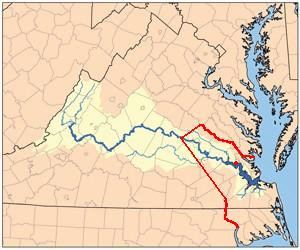
La ligne rouge marque la frontière entre la colonie et les Amérindiens selon le traité de 1646. Le point rouge est Jamestown.

Entre 1644 et 1645, la guerre reprend. Les Anglais s'emparent de la dernière forteresse powhatan, brisant ainsi définitivement la confédération, déjà affaiblie par l'apport de maladies de l'ancien monde (rougeole, variole…).
En manque de main d’œuvre, les colons font venir jusqu’en 1700 environ 6 000 esclaves africains. Après la révolte de Nathaniel Bacon contre les Amérindiens en 1676, les Anglais réduisent ces derniers en esclavage. Cette pratique est interdite par la Chambre des Bourgeois de Virginie en 1691, bien que la plupart des autochtones demeurent esclaves jusqu'au XVIIIe siècle.
Au XXIe siècle, huit tribus, soit environ 3 000 personnes en 2006, sont officiellement reconnues par l'État de Virginie comme ayant des liens avec la confédération Powhatan. Les Pamunkey et les Mattaponi sont les deux seuls peuples ayant conservé leurs terres du XVIIe siècle.
Certains rescapés de la confédération powhatan se sont installés ailleurs. À partir de la fin du XIXe siècle, des personnes s'identifiant comme descendants des Powhatans se sont établis dans le canton de Pennsauken, New Jersey. Ils descendent principalement des tribus Rappahannocks et Nanticokes, et sont reconnus officiellement par l'État du New Jersey.

## Tribus
Tribus vivant autour de la Baie de Chesapeake en amont de la James River et dans la Péninsule de Virginie :
- Peuple Chesapeake (en)
- Nansemond
- Appamattocs
- Arrohattoc
- Kecoughtan
- Paspahegh
- Potchiack
- Powhatan
- Quiyoughcohannock
- Warraskoyack
- Weanock

Tribus vivant le long de la York River et de ses affluents (Pamunkey River et Mattaponi River), ainsi qu'au sud de la Middle Peninsula et du Pamunkey Neck :
- Kiskiack
- Cantauncack
- Werowocomoco
- Caposepock
- Orapaks
- Pamareke
- Pamunkey
- Paraconosko
- Potaunk
- Shamapent
- Quackohamaock
- Youghtanund
- Cattachiptico
- Menapacunt
- Mattaponi
- Payankatank

Tribus vivant le long de la Rappahannock, vers le nord en direction de la Potomac et au nord de la Middle Peninsula et du Northern Neck
- Rappahannock
- Opiscopank
- Lower Cuttatawomen
- Matchotic
- Moraughtachund
- Pissaseck
- Nantaughtacund
- Upper Cuttatawomen
- Wicocomoco
- Chicacoan
- Onawmanient
- Patawomeck
- Tauxenent

Tribus vivant au sud de la Péninsule de Delmarva, officiellement membres de la confédération mais séparées des autres tribus par la Baie de Chesapeake : 
- Accomac
- Accohannock

## Langue
Le powhatan, qui fait partie de la branche orientale des langues algonquiennes, n’est plus parlé depuis le XIXe siècle.

## Descendants
Edith Wilson et Wayne Newton ont des ancêtres Powhatans.